# Laax
Laax (Surselvisch Retoromaans: Lags) is een gemeente en plaats in het Zwitserse kanton Graubünden, en maakt deel uit van het district Surselva.
Laax telt ruim 1500 inwoners.
Het skigebied Laax, bestaande uit pistes en liften die liggen in Flims, Laax en Falera, behoort met 224 kilometer pisten, 5 snow parks en 28 liften tot de grote skigebieden van Zwitserland. De hoogte van het skigebied varieert van 1100 meter (de dalstations in Laax Murschetg en  Flims) tot 3018 meter (de Vorab).